# のもぴ〜プラスティックラジオ
のもぴ〜プラスティックラジオは、Ustreamで放送され、ポッドキャストによる音声配信がされている番組である。
プロモデラーやコスプレイヤーが登場し、「プラモデル」や「ものづくり」をベースにした様々なマニアの「こだわり」をトークで展開していく番組。かつては、名古屋のCBCラジオにて2009年4月5日(正確には4月6日)まで放送されていた番組。CBCラジオでの放送を終了後、以降Dohhh UP! HOBBYにて配信されていた。実際の放送制作はアップフロントスタイル(アップフロントグループ）によって行なわれていた。2008年4月6日（正確には4月7日）放送開始。ブリティッシュコロンビア州観光局の提供。
CBCラジオでの放送時間は日曜の24:00～25:00(正確には月曜0:00〜1:00(JST))であったが、CBCドラゴンズナイターが延長した場合、時間の変更がある場合があった。Dohhh UP! HOBBYに移行してからは毎週木曜日更新だった。

## 放送・配信日時
- USTREAM：毎週月曜日19時ごろ〜
- ポッドキャスト（音声版）：毎週木曜日

## パーソナリティ
- 野本憲一
- たかみゆきひさ
- 能登有沙（2009年3月から。2009年1月にもゲスト出演）

## アシスタント
- 月宮うさぎ

## コーナー
- マイフェイバリットプラモ
- 今週のイッ品！
- 月宮うさぎのハロー!バンクーバー
- ノモケンに聞け！

リスナーがプラモや人生相談等悩みをノモケンに相談するコーナー
- たかみの見物

たかみが一つのことについてこだわって話していくコーナー
- ふつおた（普通のお便り）
- モデリング川柳[1]

## イベント
- のもぴ〜プラスティックラジオ・モデリングライブ〜番組を聞き逃した人にも捧ぐ〜 (2009年4月19日 新宿ロフトプラスワン)
  - オープニングアクト:小倉唯
- 第2回のもぴ〜プラスティックラジオ モデリングライブ〜痛れり作れりっ！〜(2009年7月5日 新宿ロフトプラスワン)
- 第3回のもぴ〜プラスティックラジオ モデリングライブ〜好きな物を好きに作る！〜(2009年9月13日 新宿ロフトプラスワン)
  - ゲスト:酒井智史(株式会社セガ・ゲームプロデューサー)、三澤紗千香
- のもぴ〜プラスティックラジオモデリングライブ 〜100回記念だよ、全員集合〜(2010年4月3日 新宿ロフトプラスワン)
  - ゲスト:三澤紗千香
  - イベント内容:番組テーマ曲初披露、モデリング川柳大賞。
- モデリング合宿in静岡(2010年5月15日-16日)[2]
  - バンダイホビーセンター、ガンプラ工場、静岡ホビーショーの見学、モデリング講座、能登有沙のライブ。
- のもぴ〜プラスティックラジオモデリングライブ 〜新年会だよ全員集合！〜(2011年1月16日 新宿ロフトプラスワン)
  - ゲスト：大河元気
- のもぴ〜プラスティックラジオモデリングライブ 〜春だ！一番！プラ談義祭り！〜(2012年3月24日 阿佐ヶ谷ロフトＡ)
  - ゲスト：紅葉美緒
- のもぴ〜プラスティックラジオモデリングライブ(2012年8月10日 阿佐ヶ谷ロフトＡ)
  - ゲスト：三澤紗千香